# Blascomillán
Blascomillán é um município da Espanha na província de Ávila, comunidade autónoma de Castela e Leão, de área  km² com população de 245 habitantes (2007) e densidade populacional de 0,48 hab./km².

## Demografia
| Variação demográfica do município entre 1991 e 2004 | Variação demográfica do município entre 1991 e 2004 | Variação demográfica do município entre 1991 e 2004 | Variação demográfica do município entre 1991 e 2004 |
| --------------------------------------------------- | --------------------------------------------------- | --------------------------------------------------- | --------------------------------------------------- |
| 1991                                                | 1996                                                | 2001                                                | 2004                                                |
| 377                                                 | 317                                                 | 272                                                 | 261                                                 |